# Tiatchiv
Tiatchiv (en ukrainien : Тячів) ou Tiatchovo (en ruthène : Тячoвo ; en russe : Тячев, Tiatchev ; en hongrois : Técső ; en allemand : Groß-Teutschenau ; en slovaque : Ťachovo ; en roumain : Teceu) est une ville de l'oblast de Transcarpatie, en Ukraine, et le centre administratif du raïon de Tiatchiv. Sa population s'élevait à 9 043 habitants en 2016.

## Géographie
Tiatchiv est située sur la rivière Tisza, qui la sépare de la Roumanie, à 116 km au sud-est d'Oujhorod.

## Histoire
La mention la plus ancienne de la ville remonte à l'année 1329, sous la forme Thechew (Teutschau), qui signifie « prairie allemande » et indique la présence de colons allemands. Jusqu'en 1919, la ville de Tyachovo fit partie du comitat de Máramaros du Royaume de Hongrie.
Elle a le statut de ville depuis 1961.

## Population

### Démographie
Recensements (*) ou estimations de la population :
| 1939  | 1959* | 1970* | 1979* | 1989*  | 2001* |
| ----- | ----- | ----- | ----- | ------ | ----- |
| 9 300 | 9 750 | 8 023 | 9 429 | 11 107 | 9 786 |

| 2011  | 2012  | 2013  | 2014  | 2015  | 2016  |
| ----- | ----- | ----- | ----- | ----- | ----- |
| 9 184 | 9 154 | 9 162 | 9 127 | 9 112 | 9 043 |

### Nationalités
Au recensement de 2001, la population de Tiatchiv comprenait :
- 53,2 % d'Ukrainiens, dont une majorité de Ruthènes, comptabilisés comme « Ukrainiens » ;
- 12,4 % de Roumains ;
- 2,9 % de Hongrois ;
- 1,0 % de Russes.

## Transports
Tiatchiv se trouve à 149 km d'Oujhorod par le chemin de fer et à 136 km par la route.

## Jumelages
- Boutcha (Ukraine)
- Nagykálló (Hongrie)
- Jászberény (Hongrie)
- Kazincbarcika (Hongrie)
- Vác (Hongrie)
- Negrești-Oaș (Roumanie)
- Bardejov (Slovaquie)